# Vadu Moldovei
Vadu Moldovei è un comune della Romania di 4 617 abitanti, ubicato nel distretto di Suceava, nella regione storica della Moldavia.
Il comune è formato dall'unione di 8 villaggi: Cămîrzani, Ciumulești, Dumbrăvița, Ioneasa, Mesteceni, Movileni, Nigotești, Vadu Moldovei.
Nel 2003 si sono staccati da Vadu Moldovei i villaggi di Cotu Băii, Fântâna Mare, Praxia e Spătăreşti, andati a formare il comune di Fântâna Mare.